# Parque nacional Bungawalbin
Bungawalbin es un parque nacional en Nueva Gales del Sur (Australia), ubicado a 563 km al norte de Sídney.

## Datos
- Área: 37 km²
- Coordenadas: 29°05′53″S 153°08′38″E / -29.09806, 153.14389
- Fecha de Creación: 1 de enero de 1999
- Administración: Servicio Para la Vida Salvaje y los Parques Nacionales de Nueva Gales del Sur
- Categoría IUCN: II

Véase también:
- Zonas protegidas de Nueva Gales del Sur

- Datos: Q1009440